# Saint-Remy-sous-Barbuise
Saint-Remy-sous-Barbuise es una comuna francesa situada en el departamento de Aube, en la región de Gran Este.

## Demografía
| 117 | 103 | 95 | 146 | 151 | 140 | 241 |
| Para los censos de 1962 a 1999 la población legal corresponde a la población sin duplicidades (Fuente: INSEE [Consultar]) |     |    |     |     |     |     |